# Ammonoidea

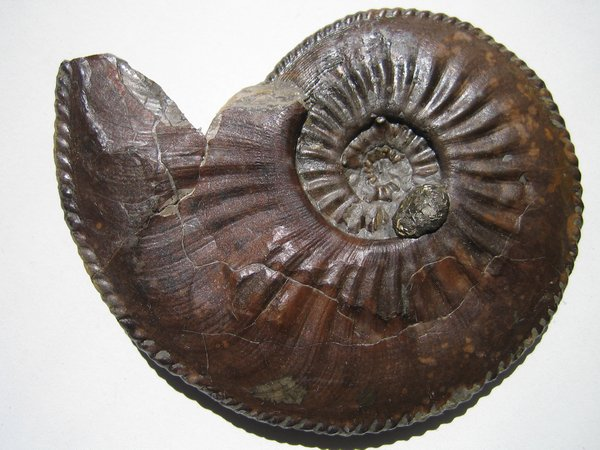
Concha fósil de un ammonites (Amaltheus).

Los ammonoideos (Ammonoidea), o más conocidos como amonites, son una subclase de moluscos cefalópodos extintos que existieron en los mares desde el Devónico Medio (hace unos 400 millones de años) hasta finales del Cretácico (hace 66 millones de años). Gracias a su rápida evolución y distribución mundial son excelentes fósiles guía para la datación de rocas y han posibilitado la elaboración de sucesiones de biozonas de gran precisión bioestratigráfica.

## Anatomía

### Orientación de la concha
La región anterior es la que se sitúa hacia la abertura de la concha, la región posterior es la contraria a la abertura. La región ventral se considera la parte externa de las vueltas de espira de la concha, mientras que la región dorsal es la parte interior. La concha de un amonites adulto podía llegar a ser del tamaño de la rueda de un camión.

### Partes blandas
Al ser conocidos solo por sus restos fósiles, poco se sabe de las partes blandas del organismo: se supone que eran parecidos a los actuales nautilos, con una corona de tentáculos en la cabeza que asoman por la abertura de la concha. El cuerpo blando se alojaba en la cámara de habitación, la cámara final y de mayor tamaño de la concha.

### Partes duras
Poseían una concha fina de aragonito, planiespiralada y con una ornamentación muy marcada, constituida por costillas bien definidas. Dicha concha se divide en dos zonas: el "fragmocono", que es la parte tabicada de la concha donde se almacenan los gases que controlan la flotación del animal; y la "cámara interior", que es donde se alojaban las partes blandas.
En el interior del "fragmocono" se encuentran los "septos", que tabican esta parte de la concha, tienen su concavidad dirigida hacia la región anterior. Los amonites eran pues organismos opistocélicos. Los septos poseen un orificio, llamado "gollete sifonal", orientado hacia la región posterior que permite la comunicación con el resto de septos a través del sifón. La intersección de los septos con la pared externa del fragmocono dibuja en ella la llamada "sutura". 
Existen varios tipos de suturas: 
- Ortoceratítica: simple, con una pequeña inflexión
- Goniatítica: con inflexiones más marcadas y redondeadas.
- Agoniatítica: las inflexiones son puntiagudas.
- Ceratítica: inflexiones con forma de herradura y crenuladas alternativamente.
- Amonítica: las inflexiones están muy recortadas y con múltiples subdivisiones.

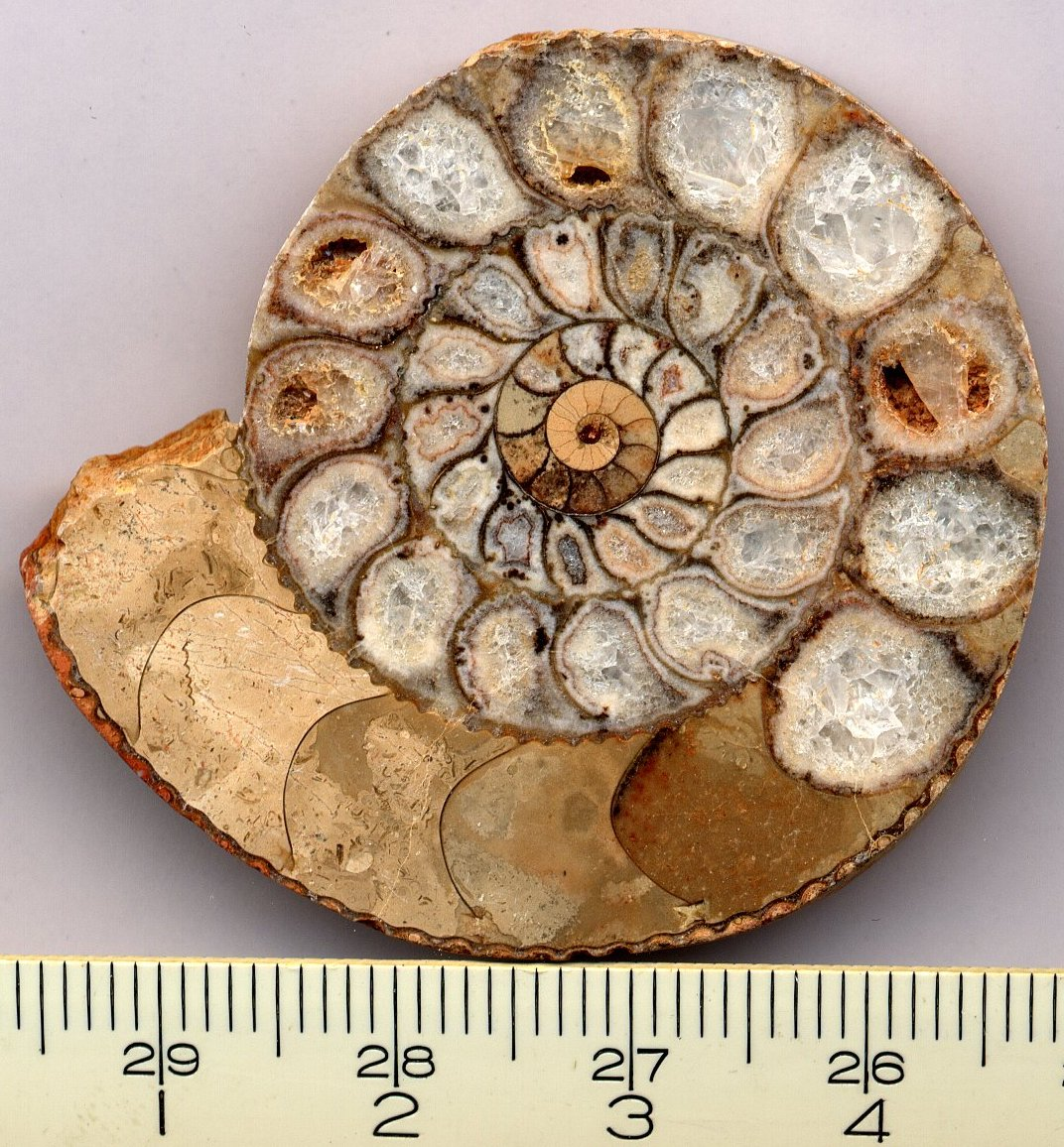
Sección de un ammonoideo mostrando las cámaras con diferentes rellenos sedimentarios y crecimientos minerales.

La ventaja directa de la complicación de la sutura está relacionada con el aumento de resistencia de la concha. Cuanto más contacto hay entre el tabique y la pared del fragmocono, más resistente será este.
Esta ventaja no fue aprovechada por los ammonoideos para poder descender a mayores profundidades, sino que vino acompañada por una disminución del grosor de la concha, perdiendo así peso pero no resistencia y ganando efectividad natatoria. El que no aparecieran especies que pudiesen bajar a mayores profundidades está relacionado con la presión interna del sifón, ya que era menor que la del fluido del exterior, por lo que este sifón explotaría si profundizaran.
Para definir la morfología de la concha debemos fijarnos en la sección de la espiral, que puede ser lanceolada, semicircular o circular, y en el grado de abrazamiento de las espiras, que puede ser oxicono, serpenticono o platicono.

### Ornamentación

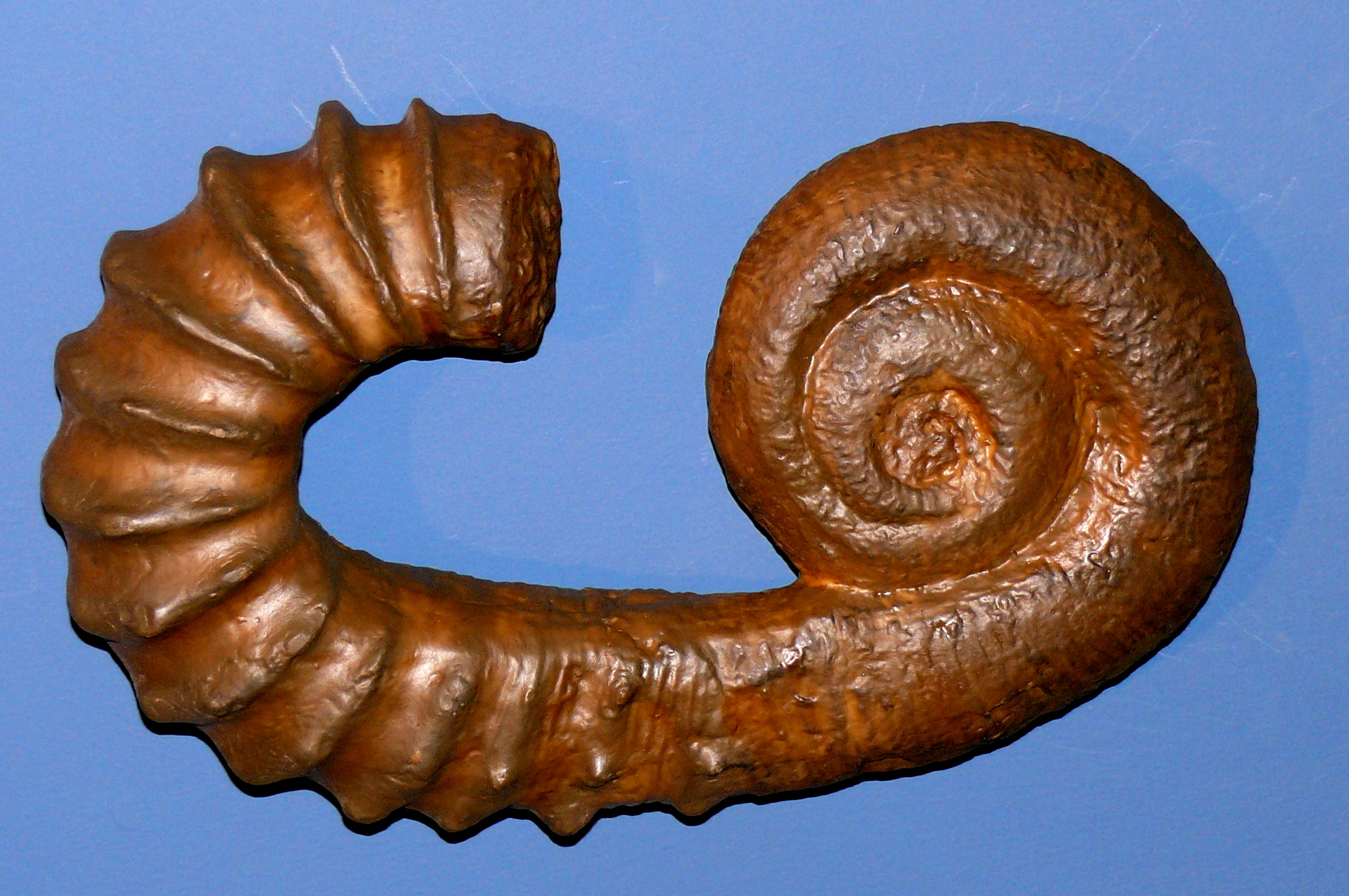
Fósil de un Heteroceratidae.

Las costillas se encuentran tanto en el fragmocono como en la cámara de habitación, mientras que solo hay suturas en el fragmocono.
La ornamentación puede llegar a ser muy compleja. Deberían ser estructuras que facilitasen el camuflaje y diesen resistencia a la concha (costillas anchas) o bien disminuyesen el rozamiento de la concha (costillas finas).

### Carena
Es un ligero engrosamiento de la parte ventral. Se trata de una estructura que funcionaría a modo de quilla de barco, lo que mejoraría la natación.
No todos los amonites poseen carena, y cuando la tienen se puede dar el caso de que el sifón se encuentre o no dentro de ella. Si el sifón pasa por la carena, no suele conservarse en el molde interno; pero sí se conserva si el sifón no pasa por ella. Como el sifón no alcanza la cámara de habitación en ninguno de los casos, la carena, si existe, se observará siempre en la cámara de habitación.

### Estructuras peristomales
Son estructuras que bordean el orificio de la cámara de habitación. En los nautilos, cuando existen, son muy sencillas; en los ammonoideos en cambio son más complejas. 
Posiblemente sean diferenciadores sexuales, siendo exclusivos de los machos. También actuarían como protectores de las partes blandas y ayudarían al alcance del equilibrio hidrostático.

#### Apticus

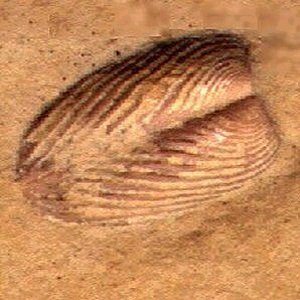
Apticus

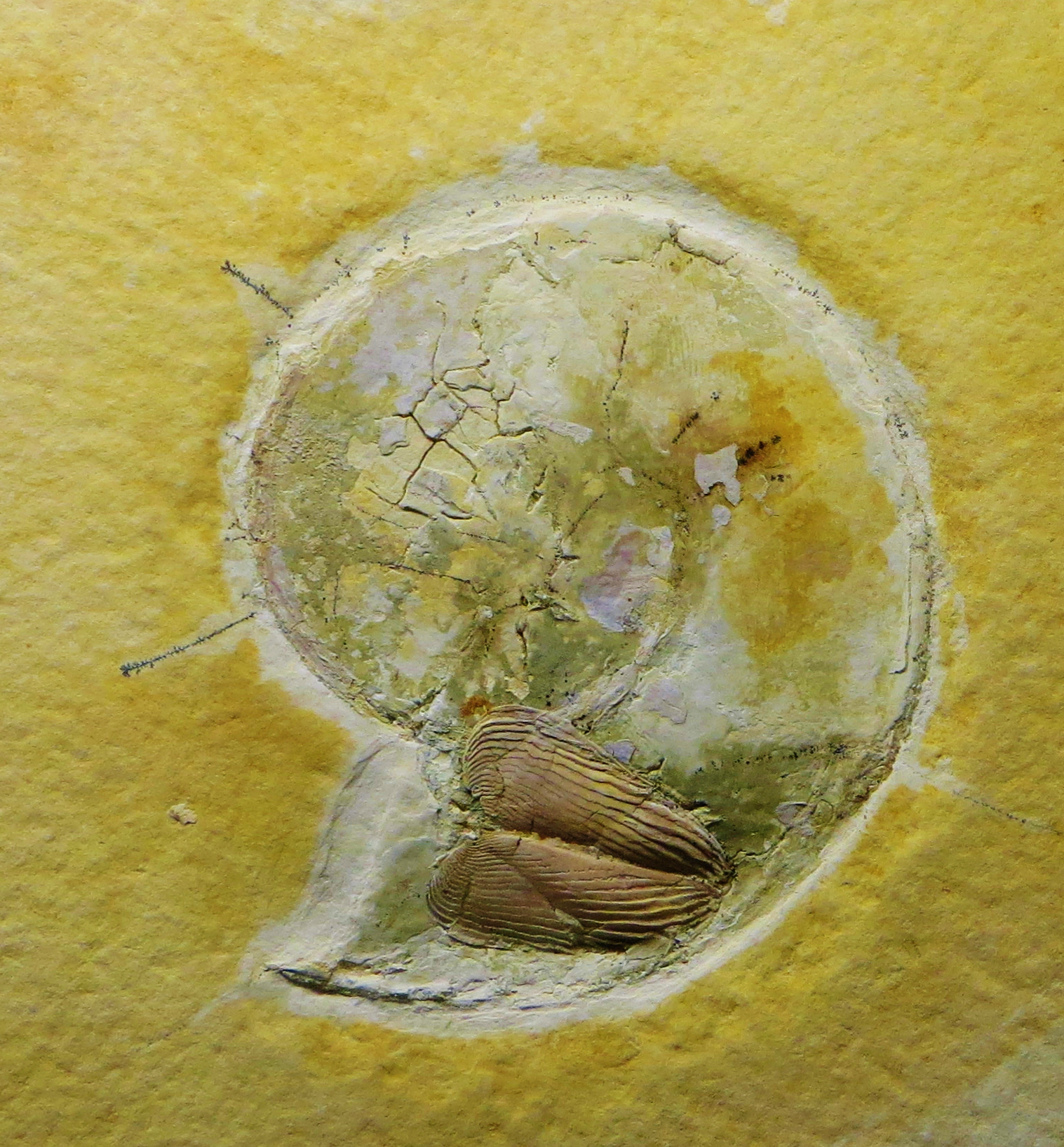
Amonites del género Oppelia con apticus del paragénero Lamellaptychus. Museo di Storia Naturale di Verona

El apticus o ápticus (aptychus) es una estructura calcificada exclusiva de los amonites. Con una función análoga al opérculo de los gasterópodos, se situaba cerca de la abertura de la concha y servía de «puerta» o «tapa», protegiendo las partes blandas del individuo una vez cerrada. Está compuesto por un par de piezas simétricas de calcita, que tienen la apariencia de las valvas de un bivalvo, de las que se diferencia porque las estrías de crecimiento se encuentran en la parte cóncava. En algunos amonites los apticus se encuentran dentro de las cámaras de habitación, en cuyo caso se podrían interpretar como estructuras masticadoras de individuos malacófagos (comedores de organismos con concha).
Son difíciles de encontrar al lado de la concha de los amonites al que pertenecieron debido a que la concha seguiría flotando una vez muerto el organismo, mientras que el apticus se desprendería al descomponerse las partes blandas. Por esta razón se clasifican independientemente como parataxones, porque no se puede saber a qué género de amonites pertenecen. Algo más frecuente es el hallazgo de ejemplares cuyo apticus ocupaba una posición dentro de la cámara, como es el caso que se ilustra en la imagen.

## Paleoecología

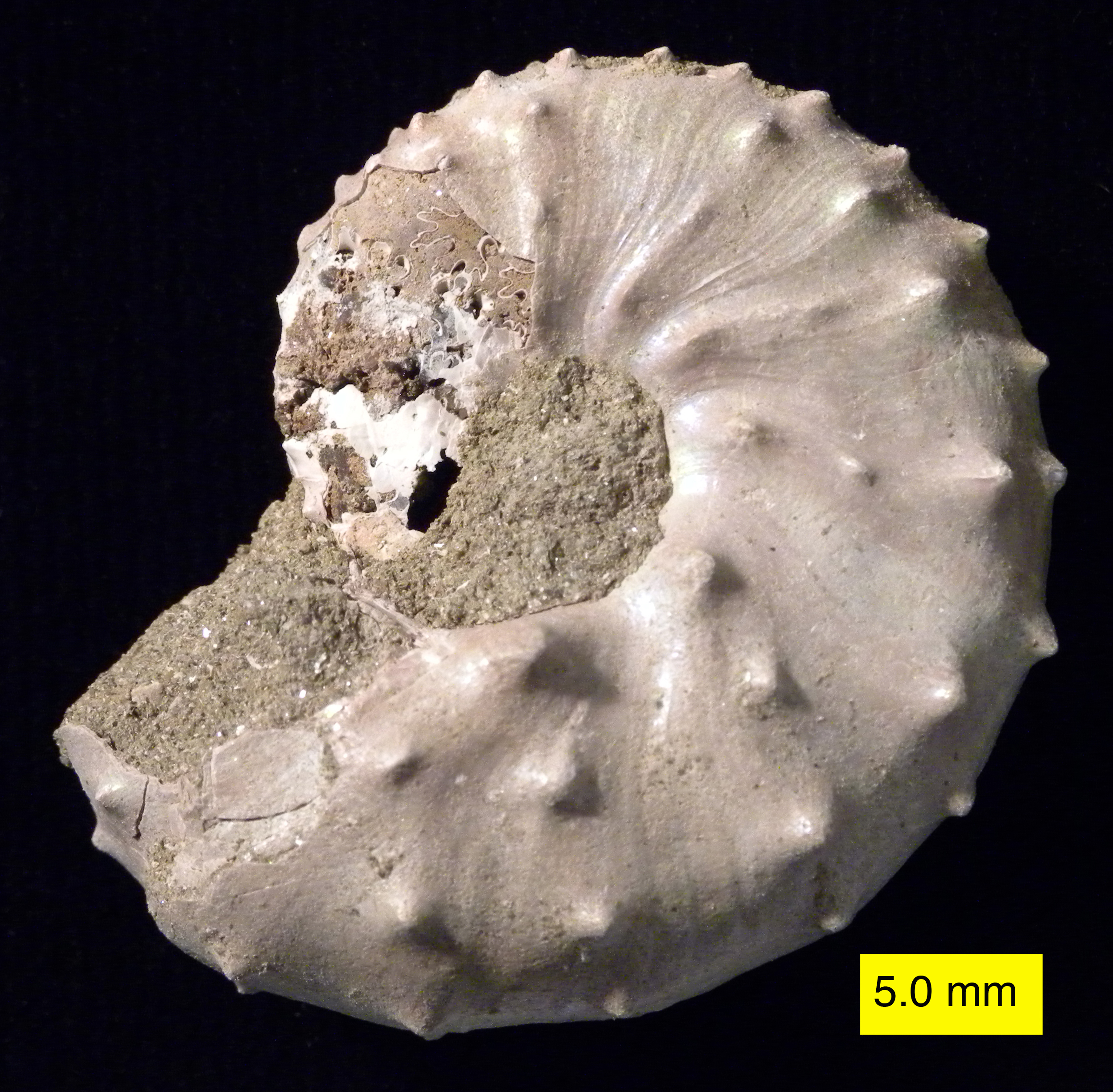
Discoscaphites iris.

Para estudiar el ambiente que habitaban las diferentes especies de amonites hay que estudiar las posiciones del centro de gravedad y de flotación de la concha, ya que estos determinan la forma de desplazamiento:
- La longitud de la cámara de habitación determina la posición del centro de gravedad.
- Estabilidad estática: está en relación directa con la distancia entre los centros de flotación y gravedad.
- Estabilidad dinámica: depende de la forma de la cámara de habitación; básicamente, de la distancia entre la abertura de la concha (punto de empuje del individuo) y el centro de flotación.

Gracias a estas características, medibles en las conchas fósiles, se puede determinar si se trataba de buenos o malos nadadores, lo que los restringe a un medio marino determinado: los malos nadadores vivirían principalmente en los fondos marinos y cerca de la costa, mientras que los buenos nadadores vivirían en mar abierto.

## Clasificación

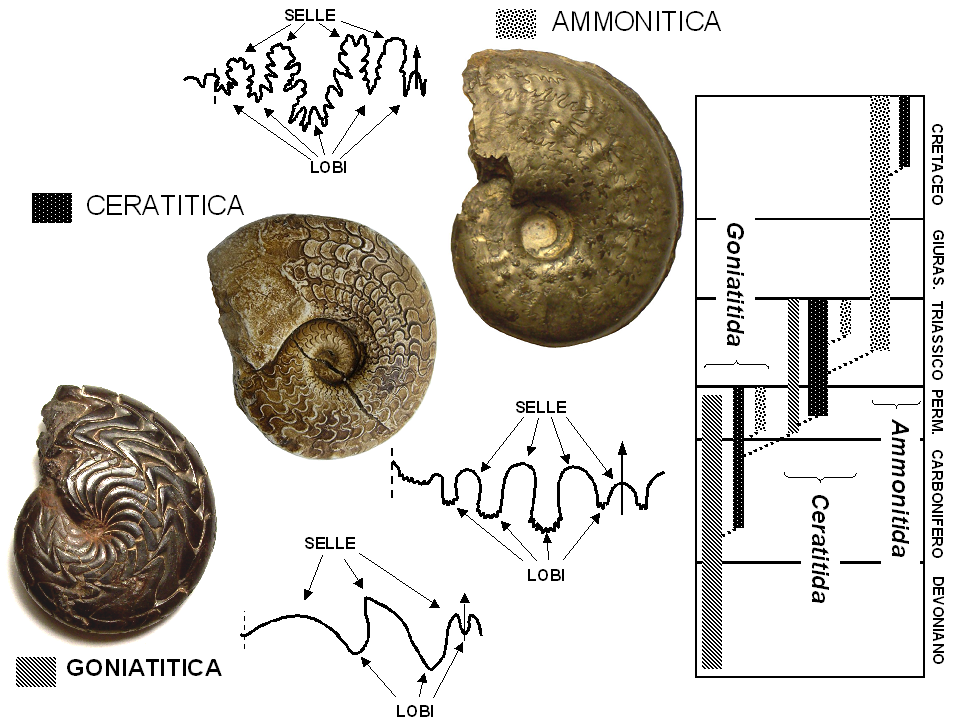
Principales patrones de suturas de los tabiques en amonites y su distribución en los diferentes órdenes.

- Superfamilia Stephanocerataceae
- Superfamilia Spirocerataceae
- Superfamilia Psilocerataceae
- Superfamilia Eoderocerataceae
- Superfamilia Hildocerataceae